# Curva de titulación

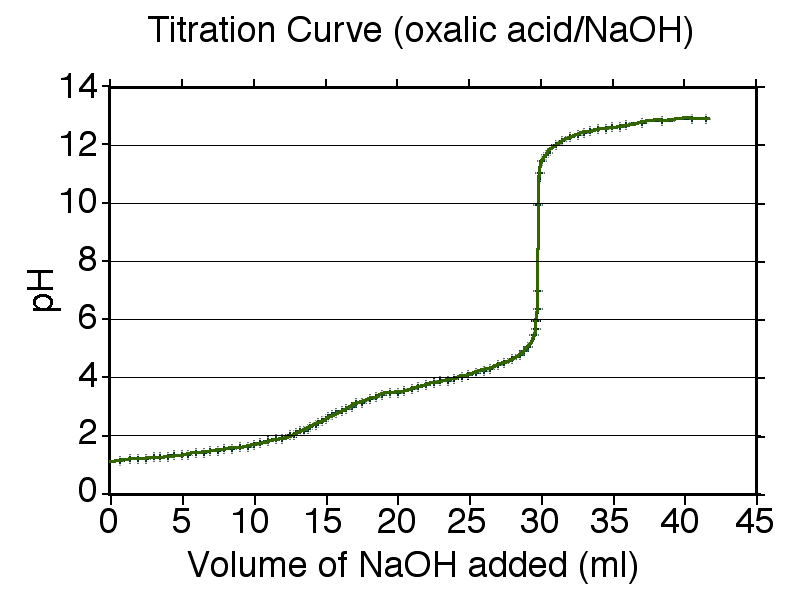
Una curva de titulación típica de un ácido diprótico, ácido oxálico, titulada con una base fuerte, hidróxido de sodio. Ambos puntos de equivalencia son visibles.

Las titulaciones a menudo se registran en gráficos llamados curvas de titulación, que generalmente contienen el volumen del valorante como la variable independiente y el pH de la solución como la variable dependiente (porque cambia según la composición de las dos soluciones).
El punto de equivalencia en el gráfico es donde toda la solución inicial (generalmente un ácido) ha sido neutralizada por el valorante (generalmente una base). Se puede calcular con precisión encontrando la segunda derivada de la curva de titulación y calculando los puntos de inflexión (donde el gráfico cambia la concavidad); sin embargo, en la mayoría de los casos, una simple inspección visual de la curva será suficiente. En la curva que se muestra a la derecha, ambos puntos de equivalencia son visibles, después de que se hayan titulado aproximadamente 15 y 30 ml de solución de NaOH en la solución de ácido oxálico. Para calcular la constante de disociación ácida (pKa), uno debe encontrar el volumen en el punto de mitad de equivalencia, que es donde se ha agregado la mitad de la cantidad de titulante para formar el siguiente compuesto (aquí, oxalato de hidrógeno de sodio, luego oxalato de disodio). A mitad de camino entre cada punto de equivalencia, a 7,5 ml y 22,5 ml, el pH observado fue de aproximadamente 1,5 y 4, dando el pKa. 
En los ácidos monopróticos, el punto a medio camino entre el comienzo de la curva (antes de que se haya agregado cualquier titulador) y el punto de equivalencia es significativo: en ese punto, las concentraciones de las dos especies (el ácido y la base conjugada) son iguales. Por lo tanto, la ecuación de Henderson-Hasselbalch se puede resolver de esta manera: 
{\displaystyle \mathrm {pH} =\mathrm {p} K_{\mathrm {a} }+\log \left({\frac {[{\mbox{base}}]}{[{\mbox{acid}}]}}\right)}
{\displaystyle \mathrm {pH} =\mathrm {p} K_{\mathrm {a} }+\log(1)\,}
{\displaystyle \mathrm {pH} =\mathrm {p} K_{\mathrm {a} }\,}
Por lo tanto, uno puede encontrar fácilmente el pKa del ácido monoprótico al encontrar el pH del punto a medio camino entre el comienzo de la curva y el punto de equivalencia, y resolver la ecuación simplificada. En el caso de la curva de muestra, la Ka sería aproximadamente 1.78 × 10−5 de la inspección visual (la Ka2 real es 1.7 × 10−5 ) 
Para los ácidos polipróticos, calcular las constantes de disociación ácida es solo marginalmente más difícil: la primera constante de disociación ácida se puede calcular de la misma manera que se calcularía en un ácido monoprótico. Sin embargo, la segunda constante de disociación ácida es el punto a medio camino entre el primer punto de equivalencia y el segundo punto de equivalencia (y así sucesivamente para los ácidos que liberan más de dos protones, como el ácido fosfórico). 